# Személyi ordinariátus
A személyi ordinariátus (ordinariatus personalis) olyan kánonjogi struktúra, amely lehetőséget ad az anglikán egyházból a katolikus egyházba lépő személyeknek arra, hogy teljes közösségben legyenek a katolikus egyházzal, ugyanakkor azonban megőrizhetik anglikán örökségük sajátságos elemeit.

## Történeti előzmények
Az anglikán egyház egyik irányzata az anglo-katolicizmus – ami John Henry Newman és az Oxford Mozgalom miatt már régen benne van az angliai köztudatban – majdnem kétszáz éve kezdett Rómához közeledni.
1977-ben az Egyesült Államok episzkopális egyházában női papokat „szenteltek”, és azok, akiknek ez nem tetszett, megalakították a Tradicionális Anglikán Közösséget (Traditional Anglican Communion), mely Rómához fordult. Róma pedig önálló plébániákat hozott létre a hozzá közeledő anglikánoknak.
1992-ben az anglikán egyház a nők pappá szentelése mellett döntött, 1994-ben meg is történt az első ilyen eset. Ekkor Graham Leonard, londoni anglikán segédpüspök híveivel csatlakozott Rómához, és feltételesen pappá szentelték.
Tehát régóta voltak áttérő hívek, papok, püspökök. Idővel viszont nagyon sokan szerettek volna egyszerre áttérni, ezért lépett a Vatikán.

## Anglicanorum coetibus
XVI. Benedek pápa 2009. november 4-én hagyta jóvá Anglicanorum coetibus (Anglikánok csoportjai) kezdetű apostoli rendelkezését (konstitúcióját), amely a katolikus egyházzal a teljes közösséget helyreállítani kívánó anglikán csoportok számára fekteti le a szükséges szervezeti kereteket. Ezzel egyidőben a Hittani Kongregáció kiadta az alkalmazást segítő kiegészítő szabályokat (Norme Complementari) is. Az Anglicanorum coetibus értelmében az anglikánok bizonyos csoportjainak Rómával való egyesülése nem azt a modellt követi, amit a korábbi évszázadokban a keleti egyházak uniója. Nem egy ún. sajátjogú egyház jön létre tehát (mint amilyenek a különböző keleti rítusú katolikus egyházak), hanem az Apostoli Szentszék a latin rítusú (azaz római) egyházon belül gondoskodik egy sajátos ősi, egykor ugyancsak a latin egyházból kivált lelki és liturgikus hagyomány továbbéléséről, személyi ordinariátusok létesítésével, melyek vezetői az ordináriusok.

### A közösségre lépés feltételei
Az anglikán csoportok számára a katolikus egyházzal teljes közösségre lépésének feltételei:
- az azonos hitvallás: ami a Katolikus Egyház Katekizmusának elfogadását jelenti,
- a szentségek terén való egység: amit a volt anglikán papok, püspökök katolikus pappá felszentelése biztosít,
- valamint a Péter Utódával közösségben levő püspökök testületébe való betagozódás, tehát az „anglikán katolikusoknak” a római katolikus egyház szervezetébe történő integrációja: ami ez esetben személyi ordinariátusok alapítása révén valósul meg, ami egyben az anglikán lelki, liturgikus és lelkipásztori hagyomány fennmaradását is szolgálja.

### Fogadtatása
Vincent Nichols érsek, az Angliai és Walesi Püspöki Konferencia elnöke örömmel üdvözölte a dokumentum és a kiegészítő normatíva közzétételét.
Christopher Hill tiszteletes, Guildford anglikán püspöke és az anglikán egyház keresztény egység tanácsának elnöke nyilatkozatot tett közzé, melyben hangsúlyozza, hogy az apostoli konstitúció jóváhagyása után is az anglikán egyház folytatja küldetését, melynek keretében továbbra is keresi az egységet minden egyházzal, beleértve a római katolikus egyházat is.
Elsőként David Robarts anglikán püspök jelentette be a Forward in Faith Australia csoport azon szándékát, miszerint szeretnének visszatérni a római katolikus egyházzal való teljes szeretetközösséghez. Több mint kétszáz anglikán hívő egyhangúlag kérte csatlakozását a katolikus egyházhoz az Anglicanorum Coetibus kezdetű apostoli konstitúció értelmében. Amíg létrehozzák az ausztráliai ordinariátust, a közösség tagjainak vezetését Peter Elliot, Melbourne segédpüspöke, mint az Ausztráliai Katolikus Püspöki Konferencia delegátusa fogja ellátni.
Az Amerikai Anglikán Egyház (Anglican Church in America, ACA) is úgy döntött, hogy testületileg csatlakozik Rómához. Az egyház püspökeinek 2010. március első hetében hozott döntése értelmében több ezer hívő tér át püspökeivel együtt. Katolikus tulajdonba kerülnek épületeik, köztük egy székesegyház is. A püspökök rövid nyilatkozatukban leszögezték: kérelemmel fordulnak a Hittani Kongregációhoz az Anglicanorum coetibus kezdetű apostoli rendelkezésben foglaltak teljesítése érdekében.
A L’Osservatore Romano 2010. július 28-i száma arról tájékoztat, hogy a kanadai anglo-katolikusok is egyhangúlag megszavazták a katolikus egyházzal való egységet, és annak a XVI. Benedek pápa által kibocsátott „Anglicanorum coetibus” kezdetű apostoli konstitúció által előírt módozatok szerinti megvalósítását. Az anglikán csoport vezetői a nyolcadik tartományi szinóduson hozták meg a döntést, és ugyanez volt a határozata az egyidejűleg megrendezett 13. egyházmegyei szinódusnak is. A szinódus jóváhagyott egy határozatot, amely felhatalmazza Peter Wilkinson püspököt, hogy tegye meg a szükséges kánonjogi lépéseket a kanadai anglo-katolikus ordinariátus felállítására. Megválasztották az ad interim kormányzó tanácsot is, amely Wilkinson püspököt jelölte ki a javasolt ordinariátus első főpásztorának.
2010. november 8-án reggel három aktív és két nyugalmazott anglikán püspök nyilatkozatban jelentette be átlépési szándékát. A három, szolgálatban lévő főpásztor: Andrew Burnham ebbsfleeti, Keith Newton richboroughi és John Broadhurst fulhami püspök, a két nyugalmazott főpásztor pedig Edwin Barnes, Richborough korábbi püspöke, és David Silk, az ausztráliai Ballarat korábbi püspöke.
Az episzkopális egyház (az anglikán közösséghez tartozó amerikai egyház) egy egész plébániaközössége döntött úgy az amerikai Maryland államban, hogy teljes egységre lép a katolikus egyházzal az Anglicanorum coetibus apostoli konstitúció alapján. A plébánia pasztorális tanácsa 2011. januárban hozta meg a döntést, június 5-én pedig az egész közösség elfogadta. Még ebben az évben megteszik az előkészületeket a katolikus egyházba való belépésre. A Washingtoni érsekség nyilatkozata alapján az episzkopális egyházmegye püspöke, John Bryson Chane és az amerikai püspöki konferencia hittételi bizottságának elnöke, Washington bíboros érseke, Donald William Wuerl is támogatja a döntést. Száz anglikán pap és kétezer hívő csatlakozna az Egyesült Államokban egy esetleges ottani, brit mintára anglikán áttérőknek létrehozott katolikus személyi prelatúrához – mondta Donald Wuerl washingtoni bíboros. Ezért A Vatikán kilenc hónapos intenzív tanfolyamot indított 2011-ben a houstoni St. Mary szemináriumban az ordinariátusba belépő papság számára. Itt tanít Jeffrey Steenson, Rio Grande egykori episzkopális püspöke, aki 2007-ben katolizált.

## Az ordinariátus

### Az ordinariátus jogállása és szerveződése
Az ordinariátus olyan szervezeti egység, amit rendes egyházkormányzati hatalommal rendelkező ordinárius vezet (alapesetben ilyen az egyházmegye megyés püspökkel az élén). A létrehozandó személyi ordinariátusok az egyházmegyékhez hasonló jogállással bírnak, de nem területi alapon szerveződnek (hiszen az érintett területeken már létezik római katolikus egyházmegyei szervezet), hanem személyi elv alapján. Ami azt jelenti, hogy egy adott püspöki konferencia (ami általában egy adott ország, vagy régió) területén lakó összes anglikán katolikus a személyi ordinariátushoz tartozik, függetlenül attól, hogy azon belül melyik római katolikus egyházmegye területén lakik (valamiképpen a tábori püspökségekhez hasonlóan).

### Az ordinariátus tagjai
A személyi ordinariátus személyi plébániákra tagozódhat, és lehetősége van arra is, hogy befogadjon az anglikán egyházból szintén áttérő szerzetesi közösségeket (megszentelt élet intézményeit és apostoli élet társaságait), vagy akár újakat is létesítsen. Ily módon tehát az anglikán katolikusok személyi ordinariátusában megtalálható Isten népének minden kategóriája:
- klerikusok (püspökök, papok, diakónusok),
- az evangéliumi tanácsok szerint élők (szerzetesek),
- és világi hivők.

A klerikusok a rendes egyházmegyékhez hasonlóan ún. inkardináció révén csatlakoznak, a szerzetesek és a világi hívők pedig írásbeli nyilatkozattal. Ez utóbbiak vagy az anglikán egyházból katolizálók közül kerülhetnek ki, vagy már a személyi ordinariátusban részesülnek a keresztségben, tehát rendes esetben nem csatlakozhatnak hozzá más katolikusok, hacsak nem „családegyesítés” címén.

### Az ordinárius
A személyi ordinariátus vezetője az ordinárius, aki lehet akár püspök, akár pap. Ez azért fontos (és ez indokolja az ordinariátus megnevezést), mert az áttérő anglikán közösségek püspökei és lelkészei általában házasságban élnek. Őket a katolikus egyházban pappá szentelhetik, s így folytathatják szolgálatukat. Azonban a katolikus hagyományoknak megfelelően (ami az ortodoxokéval is egyezik) püspökké csak nőtlen férfiakat lehet felszentelni. Ezért a személyi ordinariátus vezetője lehet például egy korábbi anglikán püspök is, aki ha nőtlen, katolikus püspökké szentelhető, ha pedig nős, akkor csak pappá (viszont ez esetben is engedélyt kaphat a főpapi jelvények viselésére, tehát a hívek feletti joghatósága hasonló a püspökéhez, ám közvetlenül nem szentelhet papokat és püspököket egyháza tagjai között).

### Papi nőtlenség az ordinariátusban
A személyi ordinariátusban is fennmarad a papi nőtlenség alapszabálya. Azonban, tekintettel az áttérni kívánó nős anglikán lelkészekre, lehetőség nyílik ez utóbbiak pappá szentelésére is. Emellett bizonyos más esetben is lehetőség nyílhat nős férfiak pappá szentelésére, eseti pápai felmentés, és a Szentszék által jóváhagyott objektív kritériumok alapján. A szabályok viszont kifejezetten kizárják annak lehetőséget, hogy egy katolikusból előbb anglikánná lett pap újból katolizálván a személyi ordinariátusban folytathassa papi szolgálatát – tehát így nem lehet kikerülni a papi nőtlenséget.

### Liturgia az ordinariátusban
Az anglikán hagyomány fennmaradását szolgálja, hogy a személyi ordinariátusban a liturgiát és a szentségek kiszolgáltatását nemcsak a római rítus szerint lehet végezni, hanem a Szentszék által jóváhagyott, anglikán hagyomány szerinti szertartáskönyvek szerint is.

### Papképzés az ordinariátusban
A személyi ordinariátus szeminaristái amellett, hogy a „többségi”, római katolikus szemináriumokban készülnek a papságra, külön kiegészítő tantervet követnek, vagy akár külön „képzési házakban” is tanulhatnak.

### Az ordinariátus integrációja a római katolikus egyházba
A személyi ordinárius
- ötévente beszámoló jelentést köteles írni a pápának,
- részt kell vennie ad limina látogatáson,
- tagja az adott püspöki konferenciának,
- számos területen együtt kell működnie a területileg illetékes megyés püspökkel. Például magának a személyi ordinariátusnak, és az egyes személyi plébániáknak a létesítéséhez ki kell kérni a területileg illetékes püspöki konferencia, illetve megyés püspök véleményét,
- a római pápa nevében gyakorolja egyházkormányzati hatalmát, amely tehát rendes helyettesi hatalomnak minősül. Így például az egyes személyi plébániák létesítéséhez is a Szentszék beleegyezése kell.

A Szentszék részéről a felügyeletet nem a Püspöki Kongregáció gyakorolja (mint általában az egyházmegyék esetében), s nem is a Népek Evangelizálása Kongregáció, vagy a Keleti Egyházak Kongregációja (mint a missziós területek, illetve a keleti egyházak vonatkozásában történik), hanem közvetlenül a Hittani Kongregáció.

### Az ordinariátus belső kormányzata
A személyi ordinariátus kormányzatában az ordinárius mellett fontos szerepe van
- a gazdasági tanácsnak,
- a pasztorális tanácsnak,
- és a kormányzótanácsnak. Ennek kiemelkedő szerepe van. Tagjai felét a személyi ordinariátus papságából választják. Az ordináriusnak számos nagy jelentőségű kérdésben ki kell kérnie véleményét, illetve beleegyezését. Különösen nagy jelentőségű, hogy az ordinárius személyét a Szentszék a kormányzótanács által összeállított három jelöltet tartalmazó listából választja ki.

## Az első ordinariátus
A Hittani Kongregáció 2011. január 15-i dátummal személyi ordinariátust (püspökséget) állított fel azoknak a lelkipásztoroknak és híveknek, akik elhagyják az angol anglikán egyházat, a Church of Englandot, hogy teljes és látható közösségre lépjenek a katolikus egyházzal. Az első személyi ordinariátust a Walsingham-i Miasszonyunkról nevezték el. Védőszentje a boldoggá avatott John Henry Newman bíboros.
Szintén 2011. január 15-én délelőtt Londonban, a westminsteri apátsági templomban katolikus pappá szentelt Vincent Nichols érsek, az angliai és walesi katolikus püspöki konferencia elnöke három anglikán püspököt, Andrew Burnham, John Broadhurst és Keith Newton atyákat. Ezzel egyidejűleg az új szervezet első ordináriusává XVI. Benedek pápa kinevezte az 58 éves Keith Newton atyát, aki 2002 óta az anglikán közösség püspöke volt és 35 éven át szolgált az anglikán egyházban. Nős férfi és három gyermekes családapa. Ennél fogva papként kormányozza az ordinariátust. Kis idővel később pappá szentelték Edwin Barnes és David Silk tiszteletbeli (nyugalmazott) anglikán püspököket is.
Az említett, január 15-én szentelt papok családtagjai is beléptek a katolikus egyház teljes és látható közösségébe 2011 január elsejével. Az első ordinariátus megalapításáig mintegy ötven anglikán pap és püspök, és néhány száz hívő kérte visszatérését a katolikus egyházba, akiket a három új katolikus pap készít fel erre a lépésre megfelelő katekézissel.
2011 Nagyhetében (április 18-24) körülbelül harminc csoport, majdnem ezer anglikán (köztük hatvan klerikus) tért át a katolikus vallásra a nagyhéten, és vált ezzel a Walshingham-i Miasszonyunkról elnevezett személyi ordinariátus tagjává. Sokan vannak azok is, akik ekkor kezdték meg a felkészülést arra, hogy a római egyház tagjává váljanak. Azokat az anglikán papokat, akiknek kérését a Hittani Kongregáció elfogadta, június 4-én szentelték fel, így ők az első hét, anglikánból katolikussá lett pap. Rajtuk kívül több mint ötvenen várakoznak a szentelésre.